# Liste von Söhnen und Töchtern der Stadt Maceió
Die Liste von Söhnen und Töchtern der Stadt Maceió zählt Personen auf, die im Munizip der Hauptstadt Maceió des brasilianischen Bundesstaates Alagoas  geboren wurden und in der deutschsprachigen Wikipedia mit einem Artikel vertreten sind. Die Liste erhebt keinen Anspruch auf Vollständigkeit.

## 19. Jahrhundert
- Floriano Peixoto (1839–1895), brasilianischer Präsident (1891–1894) und Militär
- Antonio Guedes Muniz (1900–1985), Luftfahrtpionier

## 20. Jahrhundert

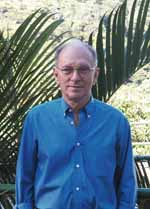
Elon Lages Lima
(1929–2017)

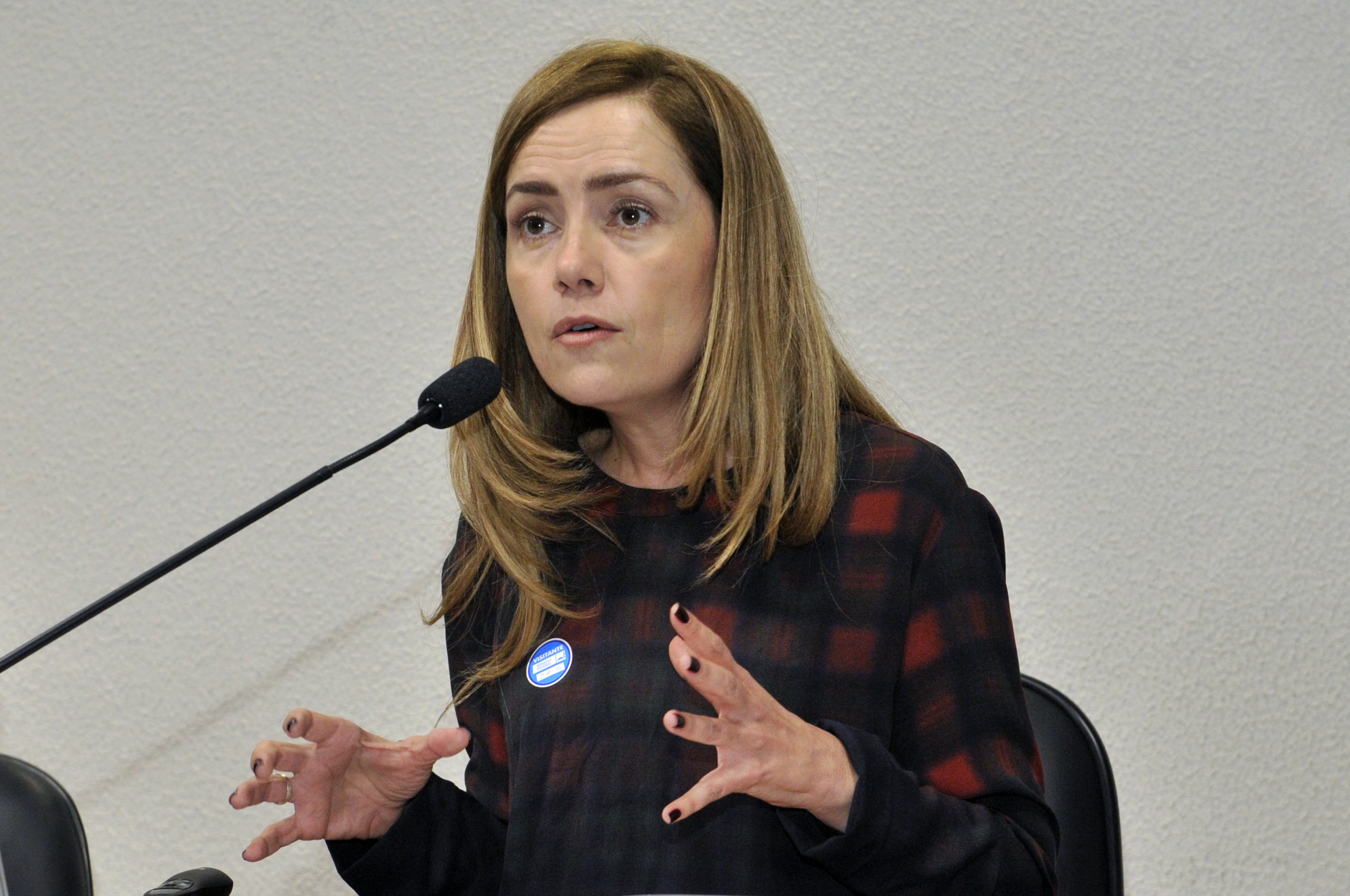
Debora Diniz
(* 1970)

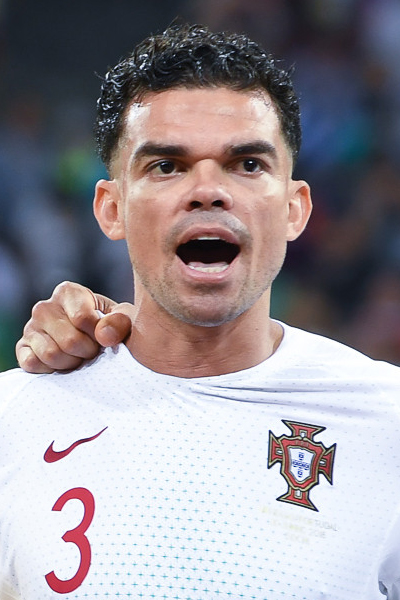
Pepe
(* 1983)

- Nise da Silveira (1905–1999), Psychiaterin
- Lêdo Ivo (1924–2012), Schriftsteller
- Manfredo do Carmo (1928–2018), Mathematiker
- Fernando Iório Rodrigues (1929–2010), Bischof von Palmeira dos Índios
- Elon Lages Lima (1929–2017), Mathematiker
- Mário Zagallo (1931–2024), Fußballspieler und -trainer
- Dida, bürgerlich Edvaldo Alves de Santa Rosa (1934–2002), Fußballspieler, Weltmeister 1958
- Djalma Bastos de Morais (1937–2020), Politiker
- Carlos Diegues (1940–2025), Filmregisseur
- Djavan (* 1949), MPB-Sänger
- Lúcia Mendonça Previato (* 1949), Biologin und Professorin für Mikrobiologie
- Alexandre Guimarães (* 1959), Fußballspieler und -trainer
- Debora Diniz (* 1970), Anthropologin und Bioethikerin
- Jadílson (* 1977), Fußballspieler
- Paulo Dantas (* 1979), Politiker und Gouverneur von Alagoas
- Souza (* 1979), Fußballspieler
- Denis Marques (* 1981), Fußballspieler
- Marcelo Soares (* 1982), Fußballspieler
- Yuri de Souza (* 1982), Fußballspieler
- Zé Carlos (* 1983), Fußballspieler
- Pepe (* 1983), Fußballspieler
- Morais (* 1984), Fußballspieler
- Eduardo (* 1986), Fußballspieler
- Bruno de Barros (* 1987), Sprinter
- Marcos Antonio (* 1988), Fußballspieler
- João Vitor (* 1988), Fußballspieler
- Renato (* 1990), Fußballspieler
- Roberto Firmino (* 1991), Fußballspieler
- Bruna Farias (* 1992), Sprinterin
- Tiago Fernandes (* 1993), Tennisspieler
- Otávio (* 1994), Fußballspieler

## 21. Jahrhundert
- Pedro Henrique Alves Santana (* 2001), Fußballspieler